# Denkmalschutz in der DDR

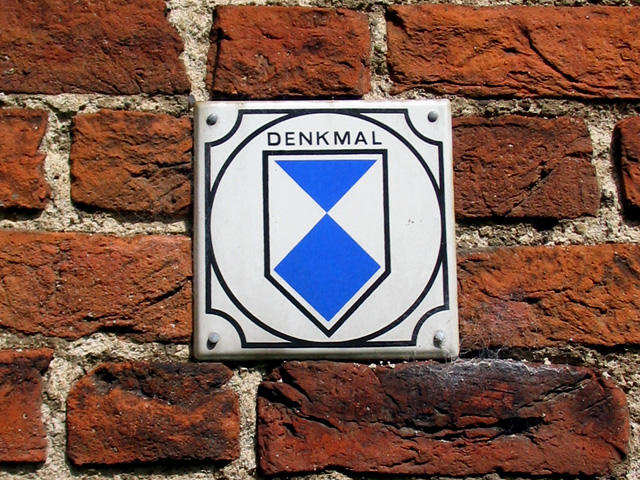
Denkmalkennzeichnung in der DDR

Denkmalschutz in der DDR beschreibt die Regelungen, Organisationen und Maßnahmen des Denkmalschutzes in der Deutschen Demokratischen Republik. Die DDR organisierte als Zentralstaat auch den Denkmalschutz zentral. Bedingt durch die sozialistische Mangelwirtschaft und den Wunsch nach einer neuen sozialistischen Gestaltung der Innenstädte ging eine Vielzahl von schützenswerten Objekten verloren. Nach der Wende wurde der Investitionsstau aufgelöst und weitere Abgänge verhindert.

## Rechtsgrundlagen
Für den Denkmalschutz in der SBZ und den Anfangsjahren der DDR galten die bestehenden Denkmalschutzregelungen der Länder zunächst weiter.

### Zentralisierung
Die Verwaltungsreform von 1952 bedeutete auch für den Denkmalschutz eine Zäsur: Das neue politische System organisierte den Denkmalschutz zentral, es gab keine Denkmalschutzgesetzgebung der Länder mehr. Die Volkskammer erließ die Gesetze oder Verordnungen, deren jeweilige Durchführungsverordnung durch den Kulturminister in Ost-Berlin erlassen wurde.
Der Gesetzgeber schaffte mit der Verordnung zur Erhaltung und Pflege der nationalen Kulturdenkmale (Denkmalschutz) vom 26. Juni 1952 den Gedanken an eine regionale Bedeutung der Denkmale ab und erklärt die Denkmalpflege zur Aufgabe des Staates, Kulturgüter als Gedächtnis des Volkes zu bewahren.
Am 28. September 1961, im Monat nach dem Mauerbau, folgte die nächste Verordnung, die Denkmale der Republik betreffend. Der vorherige Begriff der Kulturdenkmale wurde durch den Begriff Denkmale abgelöst.

### Denkmalpflegegesetz von 1975
Das Denkmalpflegegesetz (DPflG) vom 19. Juni 1975 verwendet einen anderen Denkmalpflegebegriff als beispielsweise das noch auf den Ideen der Weimarer Republik basierende Heimatschutzgesetz. Es stellte das Denkmal in den Dienst der Entwicklung der sozialistischen Gesellschaft und folgt dem im Art. 18 der Verfassung festgelegten Begriff der „sozialistischen Nationalkultur“ als eine der „Grundlagen der sozialistischen Gesellschaft“. Der § 3 DPflG beschreibt Denkmale als 

„… gegenständliche Zeugnisse der politischen, kulturellen und ökonomischen Entwicklung, die wegen ihrer geschichtlichen, künstlerischen oder wissenschaftlichen Bedeutung im Interesse der sozialistischen Gesellschaft durch die zuständigen Staatsorgane gemäß § 9 DPflG zum Denkmal erklärt worden sind.“

Der Zeugniswert des Denkmals ergab sich aus seiner Bedeutung für die sozialistische Gesellschaft. Die Feststellung dieser Bedeutung war ein staatlich geleiteter Prozess, der mit der Denkmalerklärung abgeschlossen wurde. Gemäß der neuen politischen Ausrichtung „legte das Gesetz besonderen Wert auf Denkmäler, die zur Herausbildung bzw. Festigung eines Bildes der DDR als eigene Nation beitragen konnten. […] Zeugnisse zur Kultur und Lebensweise der werktätigen Bevölkerung sowie technische Gegenstände erfuhren eine besondere Betonung.“ Was für die Entwicklung der sozialistischen Gesellschaft von Bedeutung war, wandelte sich mit der Zeit. Wurden zuerst Schlösser von den Machthabern auch zerstört, erhielten die Staatsorgane später die Aufgabe, noch bestehende Schlösser zu restaurieren.
Nach der Wende 1989/90 bestand das Denkmalpflegegesetz gemäß Art. 9 Abs. 1 des Einigungsvertrags auf dem Gebiet der Länder mit Einschränkungen als Landesrecht weiter, bis eine entsprechende Ländergesetzgebung verabschiedet war.

## Organisation
Der Denkmalschutz war in drei Ebenen organisiert: Zentralstaat, Bezirke und Kreise. Gemäß dem Prinzip des Demokratischen Zentralismus verfügte das Ministerium über ein Weisungsrecht gegenüber Bezirken und Kreisen. Insbesondere die Zuweisung von Geldmitteln erfolgte gemäß dem Prinzip der Einheit aller öffentlichen Haushaltspläne zentral im Rahmen des jeweiligen Fünfjahresplans der Planwirtschaft der DDR.

### Zentrale Ebene
Auf Ebene der DDR war das Ministerium für Kultur für Denkmalschutz zuständig. Der Minister für Kultur stellte die Zentrale Denkmalliste für Denkmale von besonderer nationaler beziehungsweise internationaler Bedeutung auf, für die die zentrale Ebene direkte Verantwortung hatte. Dafür stand ihm als wissenschaftliche Einrichtung das Institut für Denkmalpflege in Berlin zur Seite, dessen Aufbau und Arbeitsweise in der 1. Durchführungsbestimmung vom 24. September 1976 detailliert festgelegt wurde. Das Institut für Denkmalpflege der DDR war der Nachfolger der Landesämter für Denkmalpflege, die nach 1952 als Arbeitsstellen des Institut für Denkmalpflege der DDR weitergeführt wurden.
Das Institut wurde durch den Generalkonservator geleitet (Ludwig Deiters von 1961 bis 1986, Peter Goralczyk von 1987 bis 1990), diesem nachgeordnet waren die Arbeitsstellen in Ost-Berlin, Dresden, Erfurt, Halle und Schwerin.

### Bezirks- und Kreisebene
Für die Erfassung und den Schutz der Denkmale waren die Räte der Bezirke und die Räte der Kreise zuständig, was oftmals dazu führte, dass politische Intentionen fachlichen Erwägungen vorgingen. Die Mitarbeiter des Instituts unterstützten die Bezirks- und Kreisräte bei der Erstellung ihrer Bezirks- und Kreisdenkmallisten, dabei waren die Bezirksdenkmallisten gedacht für Denkmale von nationaler Bedeutung. Denkmale von örtlicher Bedeutung durften auf die Kreisdenkmalliste. Dazu wurden die Denkmale nach Wertigkeit eingestuft (Wertgruppen, WG I–IV), wobei die Wertgruppe I der wertigsten Stufe entsprach. Darüber hinaus wurden die Denkmale auch auf unterschiedliche Abteilungen aufgeteilt: Es gab beispielsweise die Denkmale der politischen Geschichte, in der sich sowjetische Kriegsgräberstätten oder auch Gedenktafeln an die Gründung der KPD, angebracht am ehemaligen Gründungslokal, befanden. In der Abteilung der Denkmale der Kulturgeschichte befanden sich beispielsweise in einer Unterabteilung die Denkmale der Architektur, was heute allgemeinsprachlich unter Baudenkmal verstanden wird. Dann gab es beispielsweise auch noch Denkmale zu Ereignissen und Persönlichkeiten der Kunst und Wissenschaft, Denkmale der Handwerks- und Industriegeschichte sowie Denkmale des ländlichen Bauens.
Die Arbeit der republikweiten Denkmalpflege konnte vor Ort nur durch die Unterstützung vieler ehrenamtlicher Beauftragter erledigt werden. Diese Bürger vor Ort wurden durch die regional zuständigen Chefkonservatoren vorgeschlagen und vom jeweiligen Rat des Kreises für fünf Jahre berufen. Die Organisation der Ehrenamtlichen vor Ort erfolgte dann beispielsweise durch das Aktiv für Denkmalpflege, dessen Vorsitzender gemeinsam mit dem Stadtarchitekten und dem Stadtrat für Kultur die Vorschläge machte. Diese Organisation über den Kulturbund der DDR führte 1977 dazu, dass aus diesem heraus am 3. Juni 1977 in Berlin die Gesellschaft für Denkmalpflege im Kulturbund der DDR gegründet wurde.

## Denkmalpflege in der Praxis

### Verantwortlichkeit
Für das Denkmal selbst war der Verfügungsberechtigte verantwortlich: er hatte dafür Sorge zu tragen, dass schädigende Einflüsse vom Denkmal abgewendet wurden und hatte selbst solche Handlungen zu unterlassen. Bestandserhaltung hatte unter fachwissenschaftlicher Anleitung zu geschehen oder musste nach dem Gesetz sogar durch Restaurierung wieder hergestellt werden, wofür eine finanzielle Unterstützung aus dem Denkmalpflegefonds gewährt werden konnte. Alle aktiven Maßnahmen an einem Denkmal standen unter einem Erlaubnisvorbehalt. Die Genehmigung durfte vom Rat des Kreises nur erteilt werden, wenn eine vom Institut für Denkmalpflege erstellte denkmalpflegerische Zielstellung vorgelegt wurde. Die Räte der Kreise konnten dem Verfügungsberechtigten Auflagen zur Erfüllung auferlegen, bei Verstößen erlosch die Genehmigung.

### Denkmalschutz und Stadtplanung
Die stadtplanerischen Vorstellungen der DDR-Führung, wie sie 1950 im Aufbaugesetz festgeschrieben wurden (siehe hierzu Die 16 Grundsätze des Städtebaus), sahen einen „planmäßigen Aufbau der Städte unter Berücksichtigung der historischen Entstehung“ vor. Schwerpunkt des Wiederaufbaus der vom Krieg zerstörten Innenstädte war aber weniger die Orientierung an der historischen Entstehung, sondern an den angenommenen Anforderungen eines sozialistischen Staates und vor allem dem Vorbild der Sowjetunion. Ziel war insbesondere ein städtisches Zentrum als „politischer Mittelpunkt“ mit den „wichtigsten und monumentalsten Gebäuden“ und Plätzen für „politische Demonstrationen“ und „Aufmärsche“. Die Architektur der einzelnen Bauten aber müsse „dem Inhalt nach demokratisch und der Form nach national sein“. Die Architektur verwendet dabei „die in den fortschrittlichen Traditionen der Vergangenheit verkörperte Erfahrung des Volkes“. Der Erhalt und der Wiederaufbau historischer Objekte war demgegenüber niedrig priorisiert.
Insbesondere bei politisch exponierten Baumaßnahmen der 1950er Jahre wie der Langen Straße in Rostock oder der Ost-Berliner Stalinallee wurden die verbliebenen denkmalgeschützten Häuser bewusst zerstört. Die zuständigen Denkmalschutzbehörden waren im Machtgefüge des SED-Staates in diesen Fragen machtlos. Heute stehen diese typischen Ausprägungen ostdeutscher Nachkriegsarchitektur selbst unter Denkmalschutz.
Ende der 1960er Jahre forcierte die DDR-Führung erneut den Umbau der Innenstädte. Für die größeren Städte wurden „städtebauliche Wettbewerbe für die sozialistische Gestaltung der Stadtzentren“ durchgeführt. Denkmalschützerische Aspekte oder der Erhalt historischer Strukturen waren nicht Gegenstand der Ausschreibungsbedingungen. Als Ergebnis dieses Planungsprozesses kam es zu einem verstärkten Bau von Plattenbauten auch in den historischen Innenstädten und dem Abriss historischer Bausubstanz.

### Einzelne Denkmalschutzkontroversen

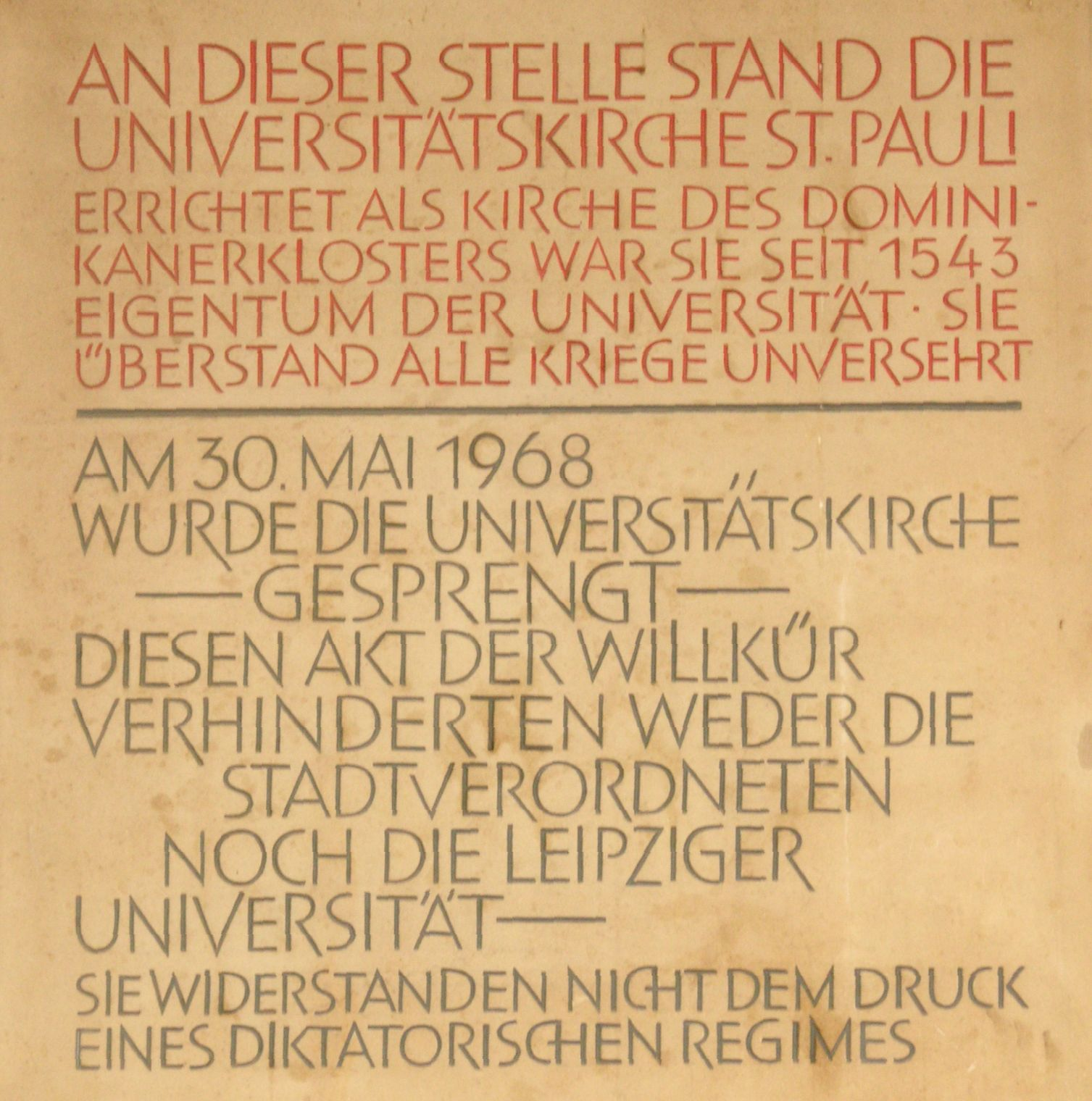
Gedenktafel Paulinerkirche Leipzig

Eine Reihe von Kirchen und Schlössern wurde auch aus ideologischen Gründen zerstört. Bekannte Beispiele sind die Leipziger Paulinerkirche oder das Schloss Putbus.

### Ergebnisse
Für die Zeit gegen Ende der DDR lässt sich ein Fazit ziehen: Die Aufnahme in eine Denkmalliste brachte den Staat theoretisch in die Situation, Verantwortung für den Schutz und die Pflege von Denkmalen übernehmen zu müssen. Jedoch fehlte dem Bürger und dem einzelnen ehrenamtlichen Denkmalpfleger die Möglichkeit, dies auch durchzusetzen. Im Gegenzug hatte der Staat zahlreiche gesetzliche Maßnahmen zur Verfügung, Anordnungen auszusprechen. Jedoch wie auch im Fall vieler bereits genehmigter Abbrüche war es ein Nebeneffekt der Misswirtschaft der letzten Jahre, dass vieles einfach zum Stillstand kam. Dies und das teilweise enorme Engagement Einzelner vor Ort, oft auch gegen den Staatswillen, bewahrte viele Zeugnisse menschlicher Kulturgeschichte auf dem Gebiet der DDR, insbesondere solche von niedriger sozialistischer Wertigkeit, erst einmal vor dem Verschwinden. Von der Arbeitsstelle Dresden des Instituts für Denkmalpflege wurde 1990 festgestellt, dass zwischen 9 % und 17 % der älteren Gebäude in den Städten Altenberg, Bautzen, Görlitz, Meißen, Pirna und Zittau von 1950 bis 1987 verlorengingen, dass jedoch insbesondere in den folgenden fünf bis sieben Jahren die Städte im Schnitt an die 40 % an alter Bausubstanz verlieren würden.